# Sphodromantis royi
Sphodromantis royi es una especie de mantis de la familia Mantidae.

## Distribución geográfica
Se encuentra en Burkina Faso, Malí Mauritania, Níger y Senegal.